# Джим Маккарти
Джеймс Уилям Маккарти (на английски: James William McCarty, роден на 1 юни 1945 г.) е американски блус рок китарист от Детройт, Мичигън. Той е свирил с Мич Райдър и Детройт Уийлс, Buddy Miles Express, Cactus, The Rockets, Detroit Blues Band и по-сетне Mystery Train. От около 2014 г. Джим Маккарти обединява сили с детройтския блус китарист и композитор Кени Паркър в The Kenny Parker Band заедно с няколко други ветерани от детройтски блус групи и рок музиканти. Той също така прави гостувания с други групи от Детройт.
Той също така записва с Джими Хендрикс и Боб Сегер. Той свири в тежък блус-рок стил, който вдъхновява новоизлюпените китаристи повече от 40 години.
В интервю от август 2006 г. за VH1 Classic, Тед Нюджънт отбеляза: „Аз съм единственият човек в рокендрола, който свири на тази джаз китара с кухо тяло (Gibson Byrdland) и това е, защото през 1960 г. видях Джими Маккарти да създава онези големи дебели пълни акорди като мен в Stranglehold; Научих това от Джими Маккарти. Запомнете името Джими Маккарти, той е толкова важен, колкото Бо Дидли и Чък Бери ... бог на китарата“. Той смята, че Ерик Клептън, Джими Пейдж и Джеф Бек, че може да са леко надценени: „Те не са по-добри от Джим Маккарти от Cactus и Mitch Ryder And The Detroit Wheels“.
През 2005 г. Лес Пол записва Les Paul and Friends: American Made, World Played с група от много звезди. Той прави кавър на 69 Freedom Special, инструментална мелодия, написана в съавторство от Маккарти и записана, докато е в Buddy Miles Express. През февруари 2006 г. Лес Пол печели „Грами“ за своя кавър на песента, като по този начин тласка Маккарти в друга наградна сцена като автор на песни.
През 2006 г. той участва в реюниън на Cactus, изпълнявайки в Ню Йорк, Швеция, Филаделфия и Вашингтон, окръг Колумбия. Това съвпадна с издаването на новия албум на Cactus, Cactus V. През 2007 г. Кактус свири на среща в Детройт, завръщане на Маккарти у дома, в къща с разпродадени билети, само с правостоящи зрители. След две години в Cactus той напусна групата: „Имаше някои страхотни моменти, но след това имаше много блъскащи се глави заедно. В крайна сметка напуснах, защото това беше разочароващо преживяване за мен“.
През 2009 г. е създадена нова група, The Hell Drivers. Членовете са Джим Маккарти, Джони „Бий“ Баданек, Марвин Конрад (бас) и Джим Едуардс (вокали). Силно енергична група, тя свири разнообразен детройтски рокендрол от Iggy Pop, The Rockets, Мич Райдър, Алис Купър, Боб Сигер и други и получава голямо одобрение от критиката.
На 25 септември 2010 г. Джим Маккарти е въведен в Канадското южно блус общество „Жив блус музей“, разположено в Уиндзор, Онтарио.
Джим Маккарти и Кармин Апис отново събират Cactus през 2011 г. Този състав включва певеца Джими Кунс, басистът Пийт Бреми от Ванила Фъдж и Ранди Прат на хармоника. Това превъплъщение продължава пет години, продуцирайки два албума на живо, TKO Tokyo: Live in Japan, An Evening in Tokyo и студиен албум, Black Dawn. Те обиколят САЩ, Европа и Япония. Маккарти и Бреми напускат групата в края на 2016 г.

## Дискография
| Buddy Miles Express         | Buddy Miles Express |
| --------------------------- | ------------------- |
| Expressway to Your Skull    | 1968                |
| Electric Church             | 1969                |
| Cactus                      |                     |
| Cactus                      | 1970                |
| One Way... Or Another       | 1971                |
| Restrictions                | 1971                |
| V                           | 2005                |
| The Rockets                 |                     |
| Love Transfusion            | 1977                |
| Rockets (Turn Up the Radio) | 1979                |
| No Ballads                  | 1980                |
| Back Talk                   | 1981                |
| Rocket Roll                 | 1982                |
| Live Rockets                | 1983                |
| Mystery Train               |                     |
| Love Lost                   | 2001                |